# Zilla spinosa
Zilla spinosa är en korsblommig växtart som först beskrevs av Carl von Linné, och fick sitt nu gällande namn av Karl Anton Eugen Prantl. Zilla spinosa ingår i släktet Zilla och familjen korsblommiga växter.

## Underarter
Arten delas in i följande underarter:
- Z. s. biparmata
- Z. s. costata
- Z. s. spinosa

## Bildgalleri

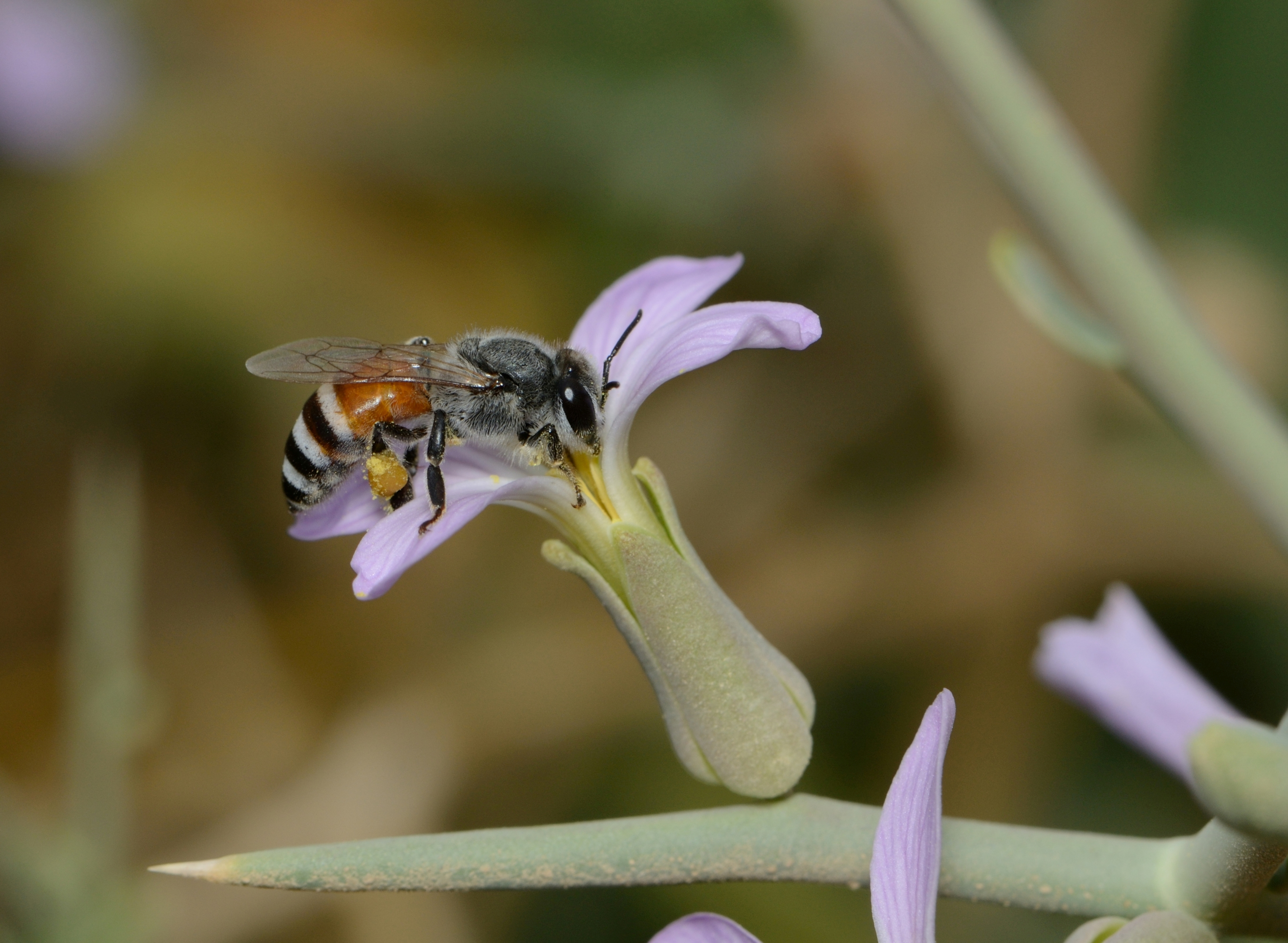
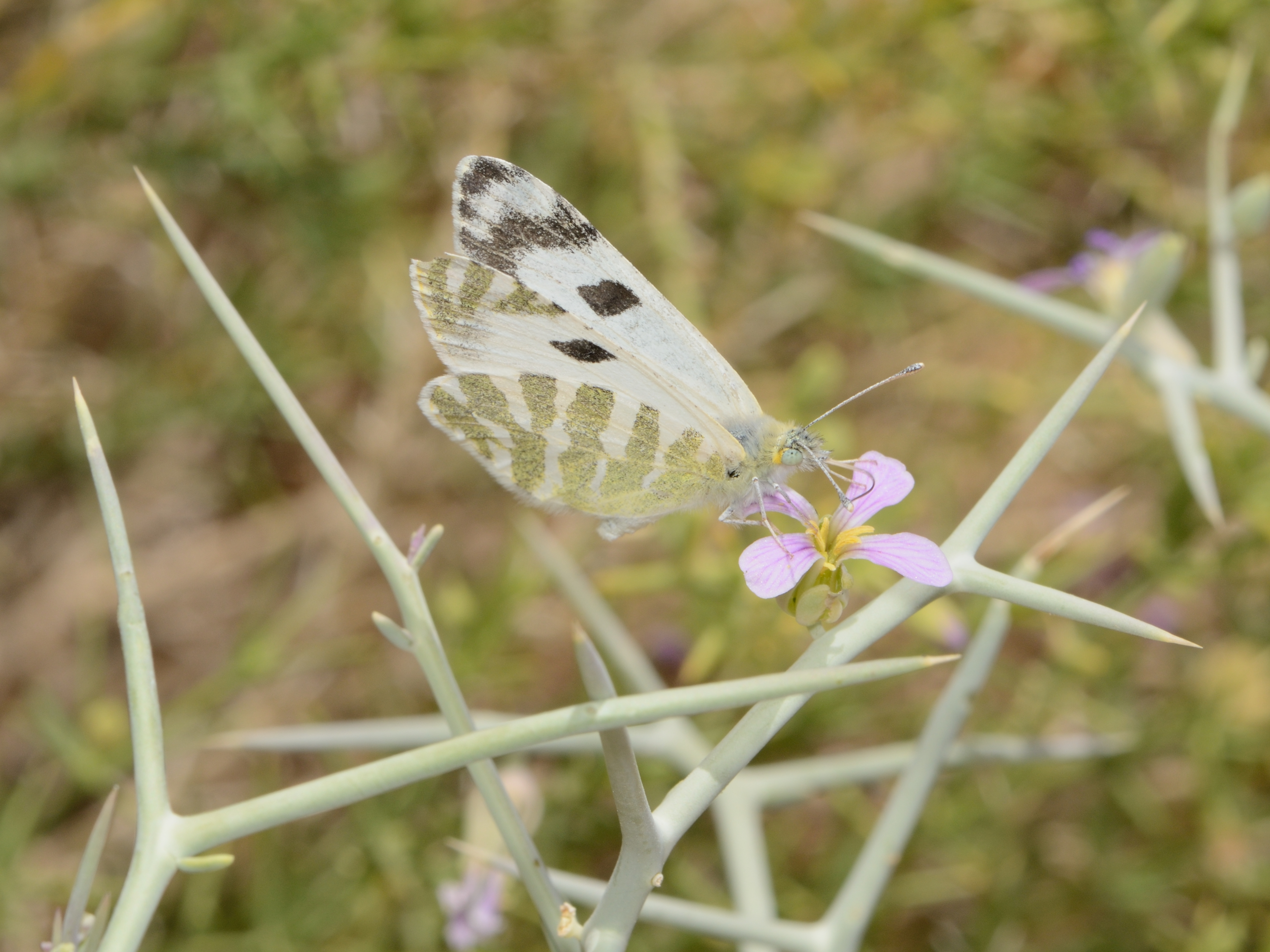
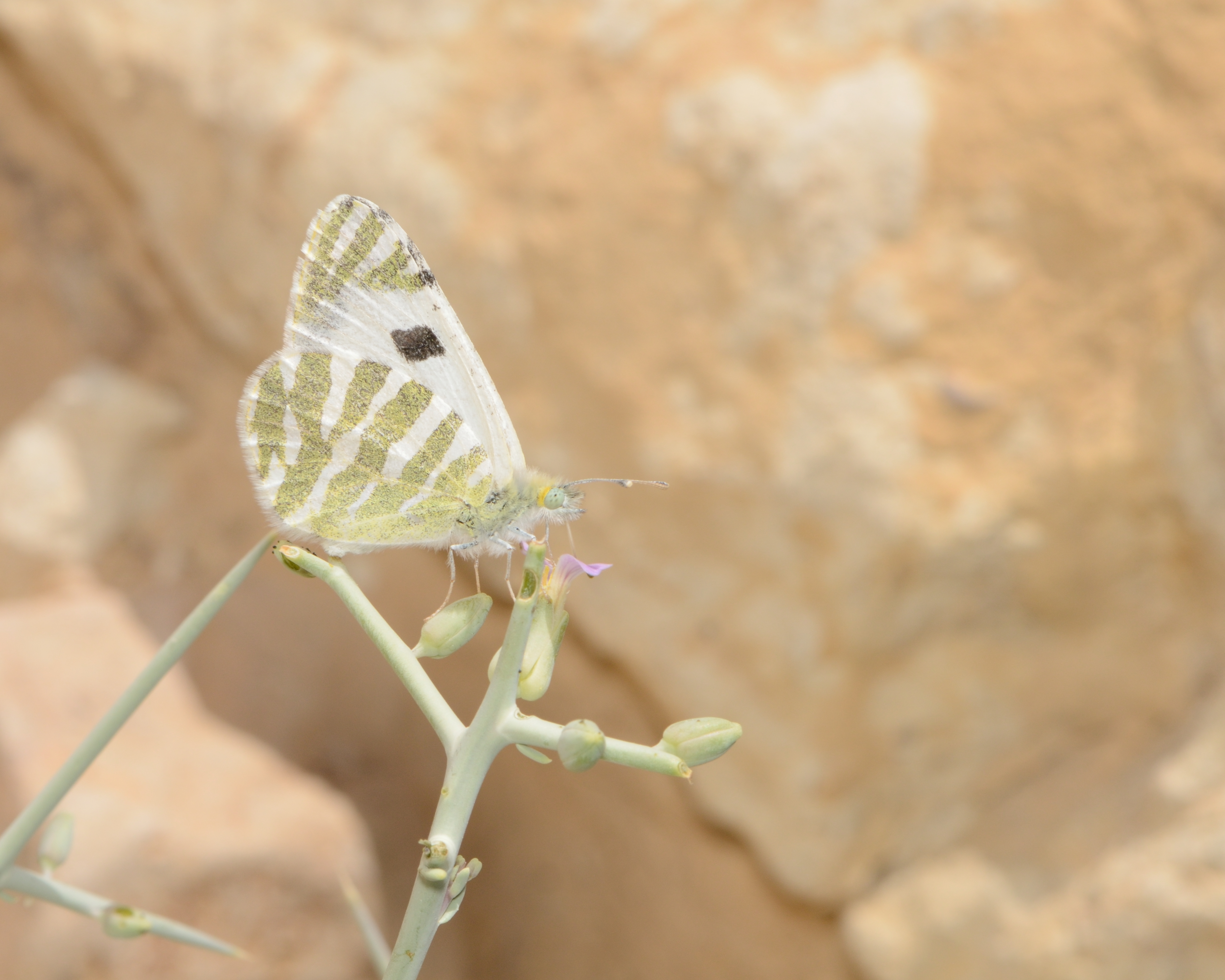
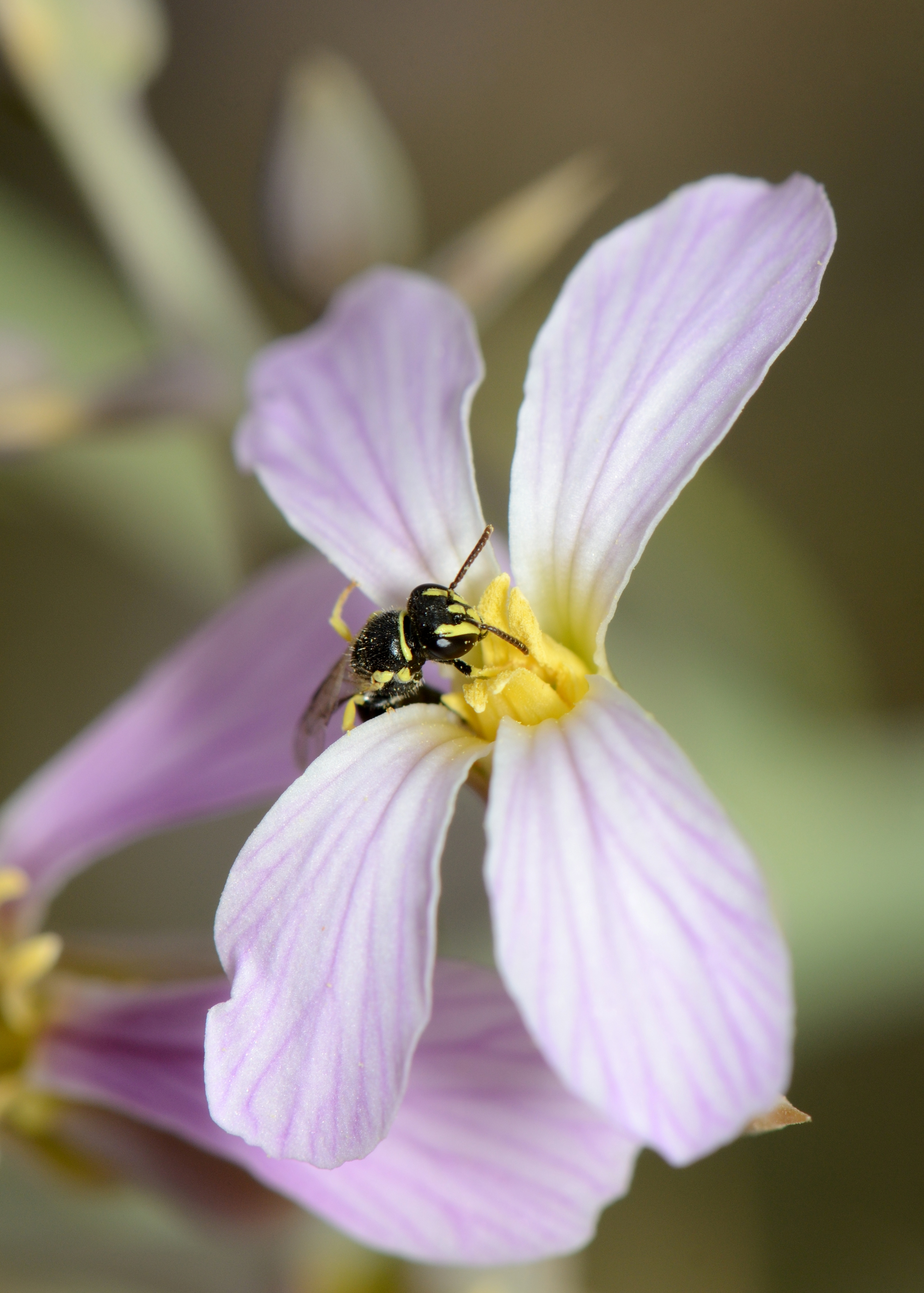
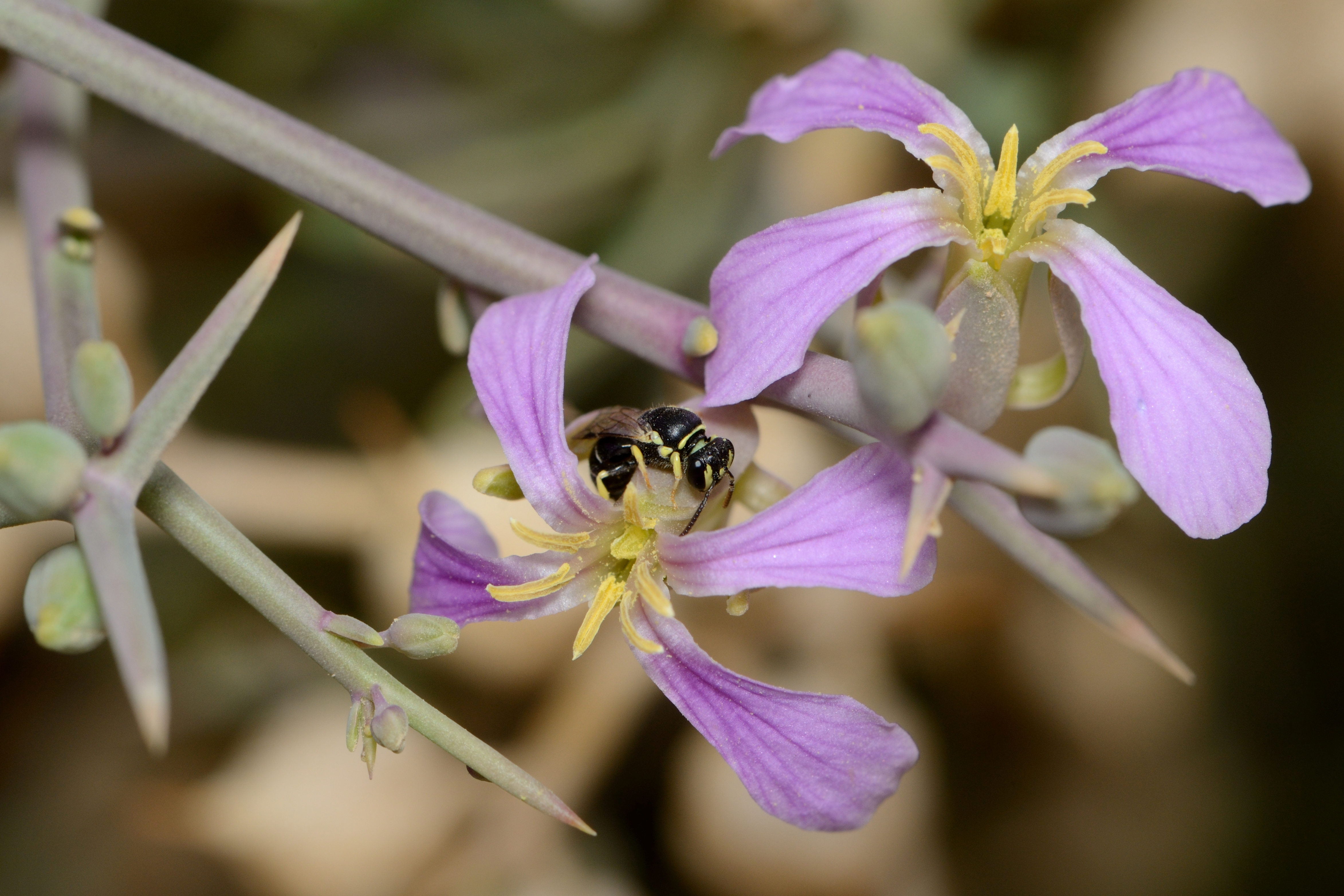
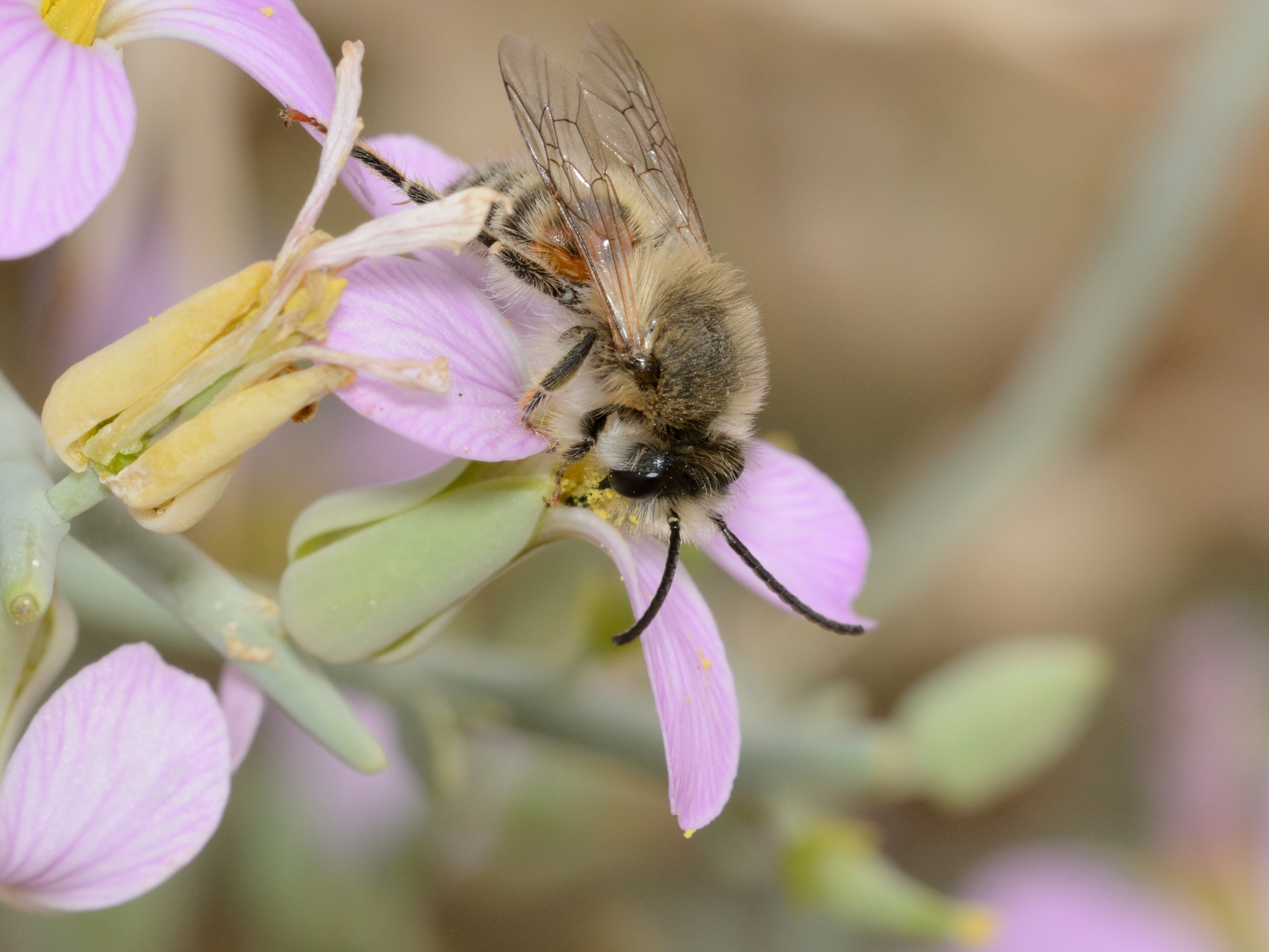